# Пойсанглонг
Пойсанглонг (тай.ปอยส่างลอง) — тайская буддийская традиция ежегодной массовой упасампады подростков, посвящения подростков в монахи, распространённая в провинции Мэхонгсон. Церемония проводится в праздничной атмосфере, в течение нескольких дней в конце марта и начале апреля, перед началом сезона дождей, во время школьных каникул. Кандидаты в монахи окружаются всеобщим вниманием, обряжаются в яркие одежды. Во время подготовки к главной церемонии подростки не имеют права ходить по земле, и их носят на плечах.
Символизм праздника имеет общие черты с традициями вокруг принятия монашеских обетов в других буддийских странах, в том числе с обычаями на Шри-Ланке, где существует обычай предмонашеского маскарада для послушников.